# Donald M. Payne
Donald Milford Payne, detto Don (Newark, 16 luglio 1934 – Livingston, 6 marzo 2012), è stato un politico statunitense, membro della Camera dei Rappresentanti per lo stato del New Jersey.

## Biografia
Laureato alla Seton Hall University, Payne lavorò come operatore finanziario prima di essere eletto al consiglio comunale di Newark, dove rimase per tre mandati, finché non conquistò un seggio al Congresso come rappresentante del decimo distretto del New Jersey.
Nel 1988 infatti, Payne riuscì a farsi eleggere alla Camera dei Rappresentanti dopo il ritiro del deputato in carica Peter W. Rodino, che lo aveva già sconfitto ripetutamente nelle primarie democratiche. Dopo questa elezione, Payne fu sempre riconfermato con una grande percentuale di voti negli anni seguenti.
Payne è stato il primo afroamericano a rappresentare il New Jersey al Congresso. Ideologicamente, è stato giudicato un progressista e ha fatto parte del Congressional Progressive Caucus. Era favorevole all'aborto e contrario alla pena di morte.